# Marshall Allman
Marshall Scott Allman (Austin (Texas), 5 april 1984) is een Amerikaanse acteur.
Hij is het meest bekend voor zijn rol als de zoon van Lincoln Burrows, (Lincoln Junior Burrows) L.J. Burrows, in de populaire televisieserie Prison Break (van de zender FOX, uitgezonden in Nederland op RTL 5 en in België op 2BE).
Marshall was toen hij opgroeide een groot talent voor voetbal en kunst. Nadat hij in 2002 afstudeerde van Austin High School, koos hij voor acteren en Los Angeles en kunst te gaan studeren in New York.
Hij heeft meegespeeld in veel televisieseries zoals:  Prison Break, Boston Public, Without a Trace, Phil of the Future, Malcolm in the Middle, The Practice en Close To Home. Ook speelt hij een rol in de Netflix-serie Bates Motel. De films waarin hij heeft gespeeld zijn: Little Black Book, Dishdogz, Shallow Ground en Hostage.
Ook heeft hij in een korte vijftien minuten film gespeeld genaamd Star-Crossed, dat gaat over twee broers die meer voor elkaar voelen dan vriendschap. 
In juni 2006 is hij getrouwd met Jamie Brown.

## Filmografie

### Televisie
| Jaar | Show                              | Rol             | Notities        |
| ---- | --------------------------------- | --------------- | --------------- |
| 2003 | Without a Trace                   | Mark            | 1 aflevering    |
| 2003 | Married to the Kellys             | Jongere Tom     | 1 aflevering    |
| 2003 | Threat Matrix                     | Tienerjongen    | 1 aflevering    |
| 2003 | Boston Public                     | Hector          | 1 aflevering    |
| 2003 | Malcolm in the Middle             | Dylan           | 1 aflevering    |
| 2004 | The Practice                      | Todd Beck       | 1 aflevering    |
| 2005 | Phil of the Future                | Roger           | 1 aflevering    |
| 2005 | Prison Break                      | LJ Burrows      | 44 afleveringen |
| 2006 | Close to Home                     | Billy Hampton   | 1 aflevering    |
| 2007 | Cold Case                         | James Hoffman   | 1 aflevering    |
| 2007 | CSI: Crime Scene Investigation    | Jonathan Alaniz | 1 aflevering    |
| 2007 | Saving Grace                      | Wade Tyrell     | 1 aflevering    |
| 2008 | Ghost Whisperer                   | Thomas Benjamin | 1 aflevering    |
| 2008 | Grey's Anatomy                    | Jeremy West     | 1 aflevering    |
| 2008 | The Closer                        | Kevin Ward      | 1 aflevering    |
| 2008 | Law & Order: Special Victims Unit | Eric Byers      | 1 aflevering    |
| 2008 | Eli Stone                         | JJ Cooper       | 2 afleveringen  |
| 2009 | Life                              | Clifton Garber  | 1 aflevering    |
| 2009 | Mad Men                           | Danny Farrell   | 1 aflevering    |
| 2009 | It's Always Sunny in Philadelphia | Bezzy           | 1 aflevering    |
| 2010 | Men of a Certain Age              | Travis          | 1 aflevering    |
| 2010 | True Blood                        | Tommy Mickens   | 22 afleveringen |
| 2011 | CSI: Miami                        | Kevin Bowers    | 1 aflevering    |
| 2012 | Justified                         | Donovan         | 2 aflevering    |
| 2012 | Sons of Anarchy                   | Devin Price     | 1 aflevering    |
| 2013 | Longmire                          | Kellen Dawes    | 1 aflevering    |
| 2015 | Aquarius                          | Robie Arthur    | 3 afleveringen  |

### Film
| Jaar | Titel                                      | Rol                 | Notities                   |
| ---- | ------------------------------------------ | ------------------- | -------------------------- |
| 2004 | Shallow Ground                             | Slachtoffer #3      |                            |
| 2004 | Little Black Book                          | Trotsky             |                            |
| 2005 | Hostage                                    | Kevin Kelly         |                            |
| 2005 | Starcrossed                                | Connor              | Short                      |
| 2005 | Sweat Pea                                  | Ricky               | Short                      |
| 2006 | Dishdogz                                   | Kevin               |                            |
| 2007 | Prey 4 Me                                  | Sean                |                            |
| 2007 | A Day with the Urns                        | Bob                 | Short                      |
| 2008 | Winged Creatures                           | Piccolo/ bediende   | Ook bekend als: Fragements |
| 2009 | Anytown                                    | Mike Grossman       |                            |
| 2009 | The Immaculate Conception of Little Dizzle | Dory                |                            |
| 2009 | Love After Life                            | Onbekende rol       | Short                      |
| 2012 | Jayne Mansfield's Car                      | Alan Caldwell       |                            |
| 2012 | Blue Like Jazz                             | Donald "Don" Miller |                            |
| 2013 | Sugar                                      | Marshall            |                            |
| 2013 | Love & Air Sex                             | Ralph               |                            |
| 2013 | Filthy Sexy Teen$                          | Nick                | Televisiefilm              |
| 2014 | Obituaries                                 | Derek Hess          | Short                      |